# Деруссо, Луи Огюст Жозеф
Луи Огюст Жозеф Деруссо (фр. Louis Auguste Joseph Desrousseaux, 1753 — 1838) — французский ботаник.        

## Биография
Луи Огюст Жозеф Деруссо родился 27 июля 1753 года в городе Седан.
Деруссо был одним из авторов «Encyclopedia Botanique de Lamarck» (1783—1796).
В 1790 году Деруссо был избран членом Парижского линнеевского общества.
Луи Огюст Жозеф Деруссо умер 20 января 1838 года в Вандьере.

## Научная деятельность

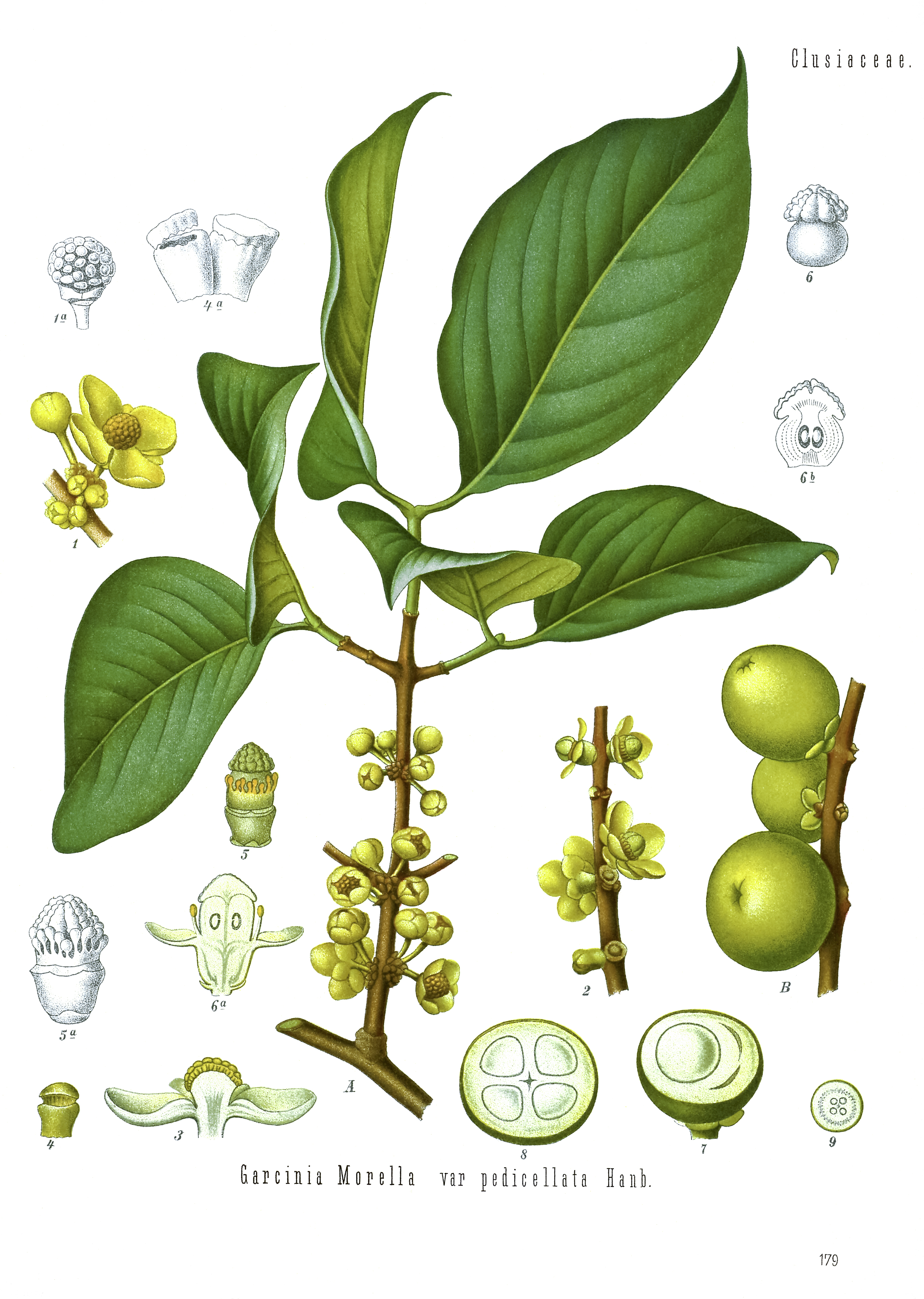
Garcinia morella

Луи Огюст Жозеф Деруссо специализировался на папоротниковидных и на семенных растениях.

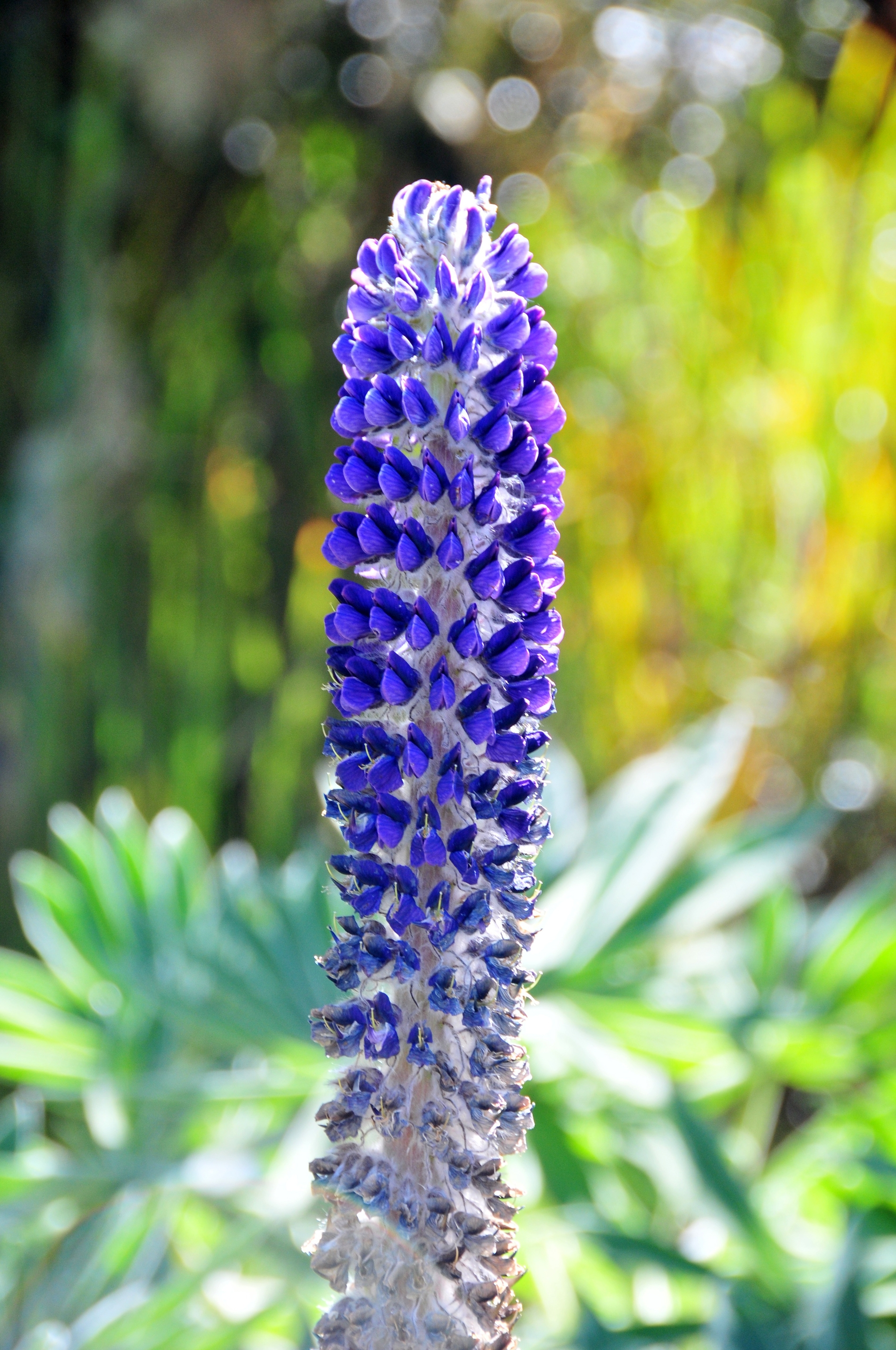
Lupinus

## Научные работы
Деруссо внёс вклад в «Encyclopedia Botanique de Lamarck» (1783—1796).